# Goldbach-Altenbach
Goldbach-Altenbach è un comune francese di 308 abitanti situato nel dipartimento dell'Alto Reno nella regione del Grand Est.

## Società

### Evoluzione demografica
Abitanti censiti